# Kikil
Kikil är en ort i Mexiko.   Den ligger i kommunen Tizimín och delstaten Yucatán, i den östra delen av landet, 1 200 km öster om huvudstaden Mexico City. Kikil ligger 20 meter över havet och antalet invånare är 173.
Terrängen runt Kikil är mycket platt. Runt Kikil är det glesbefolkat, med 16 invånare per kvadratkilometer. Närmaste större samhälle är Tizimín, 5,6 km söder om Kikil. Trakten runt Kikil består till största delen av jordbruksmark.